# Stazione di Sakudaira
La Stazione di Sakudaira (佐久平駅?, Sakudaira-eki) è una stazione ferroviaria della città di Saku, nella prefettura di Nagano della regione del Koshinetsu utilizzata dai servizi Shinkansen e dalla linea Koumi, entrambe gestite da JR East.

## Linee
- East Japan Railway Company
  - ■ Nagano Shinkansen
  - ■ Linea Koumi